# Resolució 1230 del Consell de Seguretat de les Nacions Unides
La Resolució 1230 del Consell de Seguretat de les Nacions Unides fou adoptada per unanimitat el 26 de febrer de 1999. Després de reafirmar les resolucions 1125 (1997), 1136 (1997), 1152 (1998), 1155 (1998), 1159 (1998), 1182 (1998) i 1201 (1998) sobre la situació a la República Centreafricana, el Consell va ampliar el mandat de la Missió de les Nacions Unides a la República Centreafricana (MINURCA) fins al 15 de novembre de 1999, 
expressant la seva intenció d'acabar-lo completament per aquesta data.
Les eleccions es van celebrar a la República Centreafricana els dies 22 de novembre i 18 de desembre de 1998. El Consell va destacar la necessitat de la reestructuració de les Forces Armades Centreafricanes (FACA) i la necessitat d'un entorn segur i estable propici per a la celebració d'eleccions i la recuperació econòmica. En aquest sentit, va instar al Govern de la República Centreafricana a establir una cita per a les eleccions presidencials el més aviat possible.
Després d'ampliar el mandat de MINURCA, el Consell va expressar la seva intenció de començar la reducció de l'operació 15 dies després de la celebració de les eleccions presidencials amb vista a tancar la missió abans del 15 de novembre de 1999. Realitzaria ressenyes cada 45 dies en el mandat de MINURCA. Es va instar a totes les parts del país a prendre mesures per resoldre l'impàs polític actual i, en particular, es va demanar al govern que establís una comissió electoral per a les eleccions presidencials. El suport de la MINURCA era necessari per a aquest procés i es va demanar que reconegués el paper del Programa de les Nacions Unides per al Desenvolupament (PNUD) en la coordinació de les eleccions. També es va demanar que supervisés la destrucció de les armes i municions confiscades.
Es va instar a les autoritats centreafricanes a que implementessin les següents polítiques:
(a) adoptar projectes de lleis i decrets relatius a la defensa nacional i l'estructura de les forces de defensa abans del 15 d'abril de 1999;
(b) limitar la missió de la FORSDIR a la protecció d'aquestes institucions i d'autoritats d'alt nivell;
(c) seguir donant suport a la desmilitarització i al programa de reintegració del UNDP;
(d) establir un programa d'implementació per a la reestructuració de la FACA, inclosa la contractació geogràfica i multiètnica i les millors condicions laborals, l'1 d'abril de 1999.
També es va demanar a les autoritats que s'abstinguessin d'intervenir en conflictes estrangers, i que la seva recuperació i reconstrucció econòmiques eren les seves principals prioritats. Finalment, es va demanar al secretari general Kofi Annan que examinés el paper de les Nacions Unides al país després de la missió de la MINURCA.